# Milan Associazione Calcio 1973-1974
Questa voce raccoglie le informazioni riguardanti il Milan Associazione Calcio nelle competizioni ufficiali della stagione 1973-1974.

## Stagione

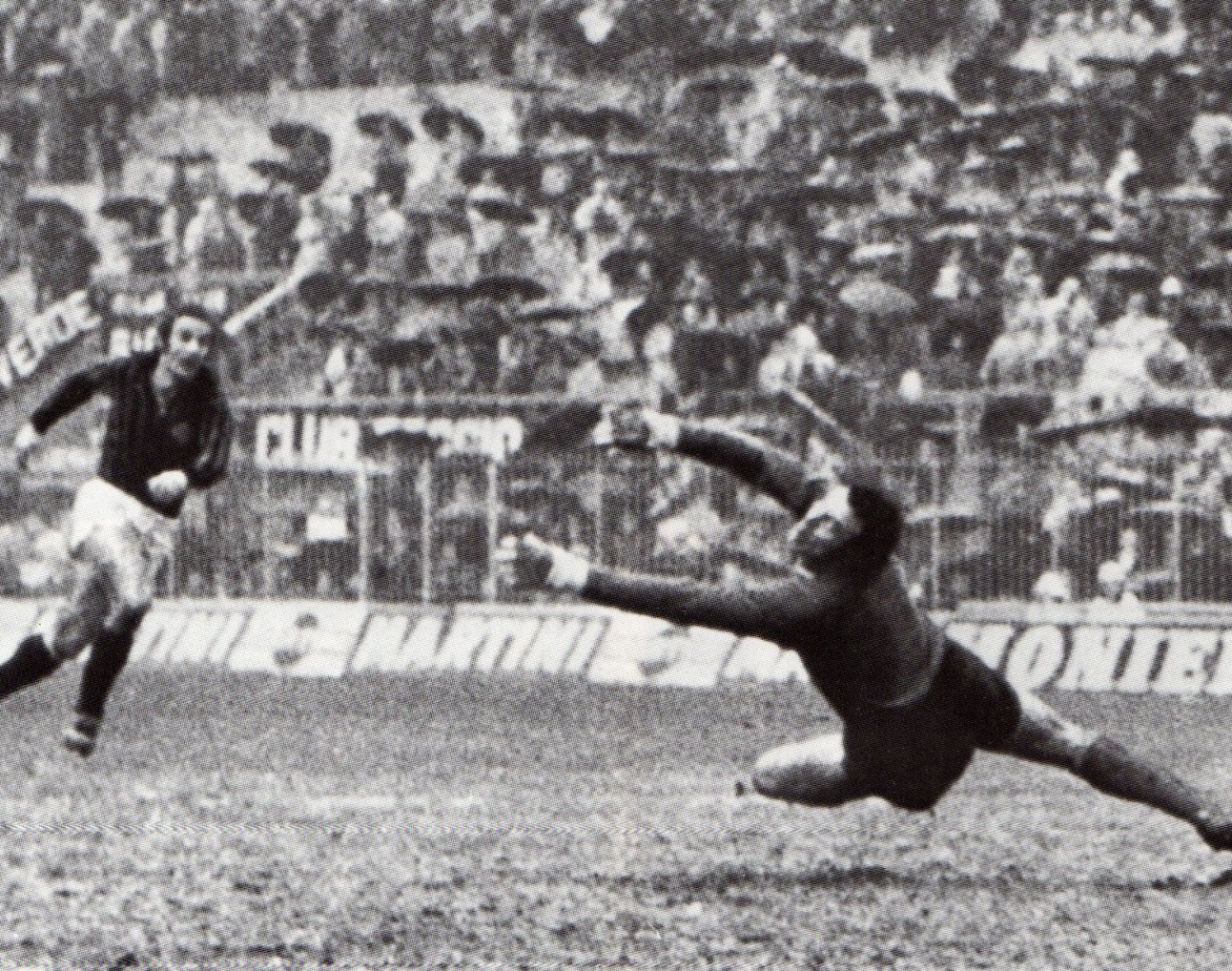
Luciano Chiarugi (a sinistra) batte Stuy e realizza il primo gol ufficiale nella storia della neonata Supercoppa UEFA, nella finale di andata contro l' giocata a Milano il 9 gennaio 1974.

Alla guida della squadra all'inizio della stagione 1973-1974 viene confermato il direttore tecnico Nereo Rocco. Per quanto riguarda la rosa, vengono ceduti, tra gli altri, Prati, Villa e Rosato mentre sono tesserati Ottavio Bianchi e Franco Bergamaschi.
In campionato il Milan rimane stabilmente nella zona medio-alta della classifica e chiude il girone di andata in 5ª posizione a quota 18 punti. Durante il girone di ritorno Cesare Maldini, che già aveva affiancato Rocco in panchina nel mese di dicembre a partire dalla 9ª giornata (16 dicembre 1973), diventa unico responsabile tecnico della squadra e ricopre tale ruolo fino all'inizio di aprile quando gli subentra Giovanni Trapattoni. La squadra termina il campionato al 7º posto totalizzando 30 punti con 11 vittorie, 8 pareggi e 11 sconfitte.
Nel mese di gennaio i rossoneri, detentori della Coppa delle Coppe, affrontano con in panchina la coppia Rocco-Maldini i campioni d'Europa in carica dell'Ajax per l'assegnazione della Supercoppa UEFA. Dopo la vittoria per 1-0 nella gara di andata a San Siro (gol di Luciano Chiarugi), il Milan viene battuto per 6-0 ad Amsterdam dal lancieri, che si aggiudicano così il trofeo.

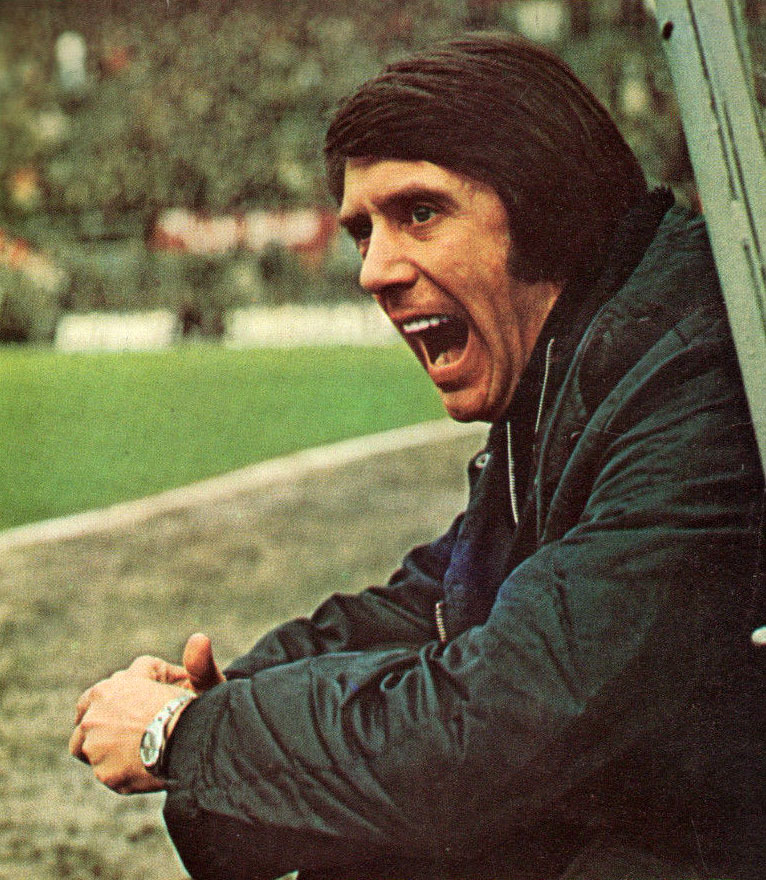
Cesare Maldini sulla panchina rossonera all'inizio del 1974

In Coppa Italia i rossoneri, in qualità di detentori del trofeo, iniziano dal secondo turno. Il Milan chiude il girone A, nel quale sono inseriti anche Bologna, Inter e Atalanta, al 3º posto con 5 punti frutto di 2 vittorie (con l'Atalanta), un pareggio (con il Bologna) e 3 sconfitte. Ad accedere alla finale è il Bologna che chiude il raggruppamento a quota 9 punti, uno in più dell'Inter.
In Coppa delle Coppe il Milan si qualifica alla finale dopo aver eliminato nei sedicesimi di finale gli jugoslavi della Dinamo Zagabria (vittoria per 3-1 all'andata a Milano e per 1-0 nel ritorno a Zagabria), negli ottavi di finale gli austriaci del Rapid Vienna (0-0 a San Siro e vittoria in trasferta per 2-0), nei quarti di finale i greci del PAOK (3-0 in casa e 2-2 a Salonicco) e in semifinale i tedeschi occidentali del Borussia Mönchengladbach (vittoria per 2-0 in casa e sconfitta per 1-0 in trasferta). Nella finale di Rotterdam dell'8 maggio 1974 i rossoneri, con in panchina Trapattoni, affrontano i tedeschi orientali del Magdeburgo che vincono la partita per 2-0 (autogol di Enrico Lanzi nel primo tempo e rete di Wolfgang Seguin nel secondo).

## Divise
La divisa è una maglia a strisce verticali della stessa dimensione, rosse e nere, con pantaloncini bianchi e calzettoni neri con risvolto rosso. La divisa di riserva è una maglia bianca con colletto e bordi delle maniche rossi e neri, pantaloncini bianchi e calzettoni bianchi con risvolto rosso e nero.
| Casa | Trasferta |

## Organigramma societario[5]
Area direttiva
- Presidente: Albino Buticchi
- Vice presidente: Nicola Carnevali[13]
- Segretario: Carlo Mupo

Area tecnica
- Allenatore: Cesare Maldini (da dicembre 1973 ad aprile 1974),
Giovanni Trapattoni (da aprile 1974)
- Direttore tecnico: Nereo Rocco (fino a febbraio 1974)

Area sanitaria
- Medico sociale: Giovanni Battista Monti
- Massaggiatore: Carlo Tresoldi

## Rosa
| N. |                           | Ruolo | Calciatore                              |
| -- | ------------------------- | ----- | --------------------------------------- |
|    | Italia (bandiera)         | P     | Giuseppe Cafaro                         |
|    | Italia (bandiera)         | P     | Pier Luigi Pizzaballa                   |
|    | Italia (bandiera)         | P     | Villiam Vecchi                          |
|    | Italia (bandiera)         | D     | Angelo Anquilletti                      |
|    | Italia (bandiera)         | D     | Dario Dolci                             |
|    | Italia (bandiera)         | D     | Franco Fasoli                           |
|    | Italia (bandiera)         | D     | Enrico Lanzi                            |
|    | Italia (bandiera)         | D     | Aldo Maldera                            |
|    | Italia (bandiera)         | D     | Giuseppe Sabadini                       |
|    | Germania Ovest (bandiera) | D     | Karl-Heinz Schnellinger (vice capitano) |
|    | Italia (bandiera)         | D     | Maurizio Turone                         |
|    | Italia (bandiera)         | D     | Giulio Zignoli                          |
|    | Italia (bandiera)         | C     | Romeo Benetti                           |
|    | Italia (bandiera)         | C     | Franco Bergamaschi                      |

| N. |                   | Ruolo | Calciatore               |
| -- | ----------------- | ----- | ------------------------ |
|    | Italia (bandiera) | C     | Ottavio Bianchi          |
|    | Italia (bandiera) | C     | Giorgio Biasiolo         |
|    | Italia (bandiera) | C     | Walter De Vecchi         |
|    | Italia (bandiera) | C     | Ilario Frank             |
|    | Italia (bandiera) | C     | Gianni Rivera (capitano) |
|    | Italia (bandiera) | C     | Riccardo Sogliano        |
|    | Italia (bandiera) | A     | Alberto Bigon            |
|    | Italia (bandiera) | A     | Luciano Chiarugi         |
|    | Italia (bandiera) | A     | Graziano Gori            |
|    | Italia (bandiera) | A     | Emilio Rossi             |
|    | Italia (bandiera) | A     | Carlo Tresoldi           |
|    | Italia (bandiera) | A     | Alessandro Turini        |
|    | Italia (bandiera) | A     | Francesco Vincenzi       |

## Calciomercato

### Sessione estiva
| Acquisti | Acquisti              | Acquisti  | Acquisti      |
| R.       | Nome                  | da        | Modalità      |
| -------- | --------------------- | --------- | ------------- |
| P        | Giuseppe Cafaro       | Platense  | definitivo    |
| P        | Pier Luigi Pizzaballa | Verona    | definitivo    |
| D        | Enrico Lanzi          | Cesena    | fine prestito |
| D        | Aldo Maldera          | Bologna   | fine prestito |
| C        | Franco Bergamaschi    | Verona    | definitivo    |
| C        | Ottavio Bianchi       | Atalanta  | definitivo    |
| C        | Ilario Frank          | Lecco     | definitivo    |
| C        | Vincenzo Zazzaro      | Lecco     | fine prestito |
| A        | Alessandro Turini     | Como      | definitivo    |
| A        | Silvano Villa         | Sampdoria | fine prestito |

| Cessioni | Cessioni         | Cessioni | Cessioni   |
| R.       | Nome             | a        | Modalità   |
| -------- | ---------------- | -------- | ---------- |
| P        | Pierangelo Belli | Verona   | definitivo |
| D        | Roberto Rosato   | Genoa    | definitivo |
| C        | Roberto Casone   | Como     | prestito   |
| C        | Guido Magherini  | Arezzo   | definitivo |
| C        | Vincenzo Zazzaro | Reggina  | prestito   |
| A        | Lino Golin       | Foggia   | definitivo |
| A        | Pierino Prati    | Roma     | definitivo |
| A        | Silvano Villa    | Foggia   | prestito   |

### Sessione autunnale
| Acquisti | Acquisti | Acquisti | Acquisti |
| R.       | Nome     | a        | Modalità |
| -------- | -------- | -------- | -------- |

| Cessioni | Cessioni      | Cessioni    | Cessioni   |
| R.       | Nome          | a           | Modalità   |
| -------- | ------------- | ----------- | ---------- |
| C        | Ilario Frank  | Juve Stabia | definitivo |
| A        | Graziano Gori | Spezia      | definitivo |

## Risultati

### Serie A

#### Girone di andata
| Arbitro: | Gonella (Torino) |

|                                         |           |                               |
| Improta 37’ (rig.), 45’ (rig.) Boni 46’ | Marcatori | 7’ (rig.) Rivera 51’ Chiarugi |

| Arbitro: | Menegali (Roma) |

|              |           |  |
| Chiarugi 50’ | Marcatori |  |

| Arbitro: | Barbaresco (Cormons) |

|                |           |                          |
| Cappellini 36’ | Marcatori | 11’ Chiarugi 20’ Bianchi |

| Arbitro: | Reggiani (Bologna) |

|                          |           |               |
| Bianchi 17’ Chiarugi 86’ | Marcatori | 40’, 51’ Riva |

| Arbitro: | Gialluisi (Barletta) |

|             |           |              |
| Longoni 16’ | Marcatori | 30’ Sabadini |

| Arbitro: | Lattanzi (Roma) |

|                               |           |                   |
| Rivera 21’ (rig.), 87’ (rig.) | Marcatori | 43’, 77’ Anastasi |

| Arbitro: | Serafino (Roma) |

|                              |           |             |
| Boninsegna 14’ Facchetti 70’ | Marcatori | 40’ Benetti |

| Arbitro: | Angonese (Mestre) |

|              |           |              |
| Chiarugi 38’ | Marcatori | 55’ Saltutti |

| Arbitro: | Trinchieri (Reggio Emilia) |

|                             |           |             |
| Benetti 33’ Bergamaschi 65’ | Marcatori | 79’ Busatta |

| Arbitro: | Menegali (Roma) |

|          |           |                           |
| Cané 50’ | Marcatori | 58’ Biasiolo 68’ Chiarugi |

| Arbitro: | Ciacci (Firenze) |

|                |           |  |
| Re Cecconi 90’ | Marcatori |  |

| Arbitro: | Agnolin (Bassano del Grappa) |

|              |           |  |
| Chiarugi 36’ | Marcatori |  |

| Arbitro: | Trono (Torino) |

|                         |           |  |
| Tresoldi 42’ Rivera 58’ | Marcatori |  |

| Arbitro: | Panzino (Catanzaro) |

|                                          |           |                         |
| Massimelli 42’ Savoldi 49’ Novellini 74’ | Marcatori | 33’ Rivera 44’ Chiarugi |

| Arbitro: | Angonese (Mestre) |

|              |           |  |
| Sabadini 67’ | Marcatori |  |

#### Girone di ritorno
| Arbitro: | Calì (Roma) |

|                         |           |             |
| Benetti 3’ Chiarugi 42’ | Marcatori | 35’ Badiani |

| Arbitro: | Menicucci (Firenze) |

|                |           |  |
| Bertarelli 80’ | Marcatori |  |

| Arbitro: | Agnolin (Bassano del Grappa) |

|                       |           |  |
| Rivera 8’ Maldera 59’ | Marcatori |  |

| Arbitro: | Barbaresco (Cormons) |

|  |           |             |
|  | Marcatori | 67’ Benetti |

| Arbitro: | Trono (Torino) |

|              |           |                         |
| Sabadini 63’ | Marcatori | 23’ Faloppa 66’ Damiani |

| Arbitro: | Menegali (Roma) |

|                           |           |  |
| Anastasi 46’ Altafini 79’ | Marcatori |  |

| Arbitro: | Angonese (Mestre) |

|              |           |                                                                    |
| Chiarugi 20’ | Marcatori | 5’ Oriali 7’ (aut.) Sabadini 9’ Boninsegna 44’ Mazzola 69’ Mariani |

| Arbitro: | Serafino (Roma) |

|                                      |           |                          |
| Saltutti 34’ Roggi 42’ Antognoni 75’ | Marcatori | 40’ Biasiolo 76’ Benetti |

| Arbitro: | Gialluisi (Barletta) |

|                                           |           |            |
| Sogliano 26’ (aut.) Zaccarelli 41’ (rig.) | Marcatori | 88’ Turini |

| Milano 14 aprile 1974 25ª giornata | Milan            | 0 – 0 referto | Napoli | Stadio San Siro (46 474 spett.)\| Arbitro: \| Gonella (Torino) \| |
| Arbitro:                           | Gonella (Torino) |               |        |                                                                   |

| Milano 21 aprile 1974 26ª giornata | Milan              | 0 – 0 referto | Lazio | Stadio San Siro (63 096 spett.)\| Arbitro: \| Picasso (Chiavari) \| |
| Arbitro:                           | Picasso (Chiavari) |               |       |                                                                     |

| Arbitro: | Levrero (Genova) |

|                   |           |  |
| Pulici 16’ (rig.) | Marcatori |  |

| Arbitro: | Lattanzi (Roma) |

|  |           |              |
|  | Marcatori | 45’ Chiarugi |

| Arbitro: | Lenardon (Siena) |

|          |           |               |
| Bigon 2’ | Marcatori | 55’ Novellini |

| Foggia 19 maggio 1974 30ª giornata | Foggia              | 0 – 0 referto | Milan | Stadio Pino Zaccheria (22 438 spett.)\| Arbitro: \| Menicucci (Firenze) \| |
| Arbitro:                           | Menicucci (Firenze) |               |       |                                                                            |

### Coppa Italia

#### Secondo turno
| Arbitro: | Toselli (Cormons) |

|             |           |  |
| Savoldi 69’ | Marcatori |  |

| Arbitro: | Gussoni (Tradate) |

|  |           |                |
|  | Marcatori | 77’ Boninsegna |

| Arbitro: | Lenardon (Siena) |

|                       |           |              |
| Benetti 46’ Bigon 81’ | Marcatori | 23’ Vignando |

| Arbitro: | Martinelli (Catanzaro) |

|                        |           |                                                  |
| Divina 5’ Vianello 89’ | Marcatori | 3’ Chiarugi 21’ Rivera 52’ Bergamaschi 76’ Bigon |

| Arbitro: | Moretto (San Donà di Piave) |

|                   |           |               |
| Cresci 28’ (aut.) | Marcatori | 14’ Novellini |

| Arbitro: | Casarin (Milano) |

|                            |           |              |
| Boninsegna 10’ Mazzola 23’ | Marcatori | 56’ Sabadini |

### Coppa delle Coppe
| Arbitro: | Eschweiler |

|                             |           |           |
| Bigon 10’, 53’ Chiarugi 16’ | Marcatori | 70’ Lalić |

| Arbitro: | Kessler |

|  |           |             |
|  | Marcatori | 7’ Chiarugi |

| Milano 24 ottobre 1973 Ottavi di finale - Andata | Milan     | 0 – 0 | Rapid Vienna | Stadio San Siro (17 896 spett.)\| Arbitro: \| Mackenzie \| |
| Arbitro:                                         | Mackenzie |       |              |                                                            |

| Arbitro: | Kazakov |

|  |           |                |
|  | Marcatori | 26’, 41’ Bigon |

| Arbitro: | Bonnet |

|                                    |           |  |
| Bigon 18’ Benetti 38’ Chiarugi 86’ | Marcatori |  |

| Arbitro: | Loraux |

|                  |           |                        |
| Sarafis 29’, 72’ | Marcatori | 54’ Bigon 78’ Tresoldi |

| Arbitro: | Linemayr |

|                        |           |  |
| Bigon 18’ Chiarugi 58’ | Marcatori |  |

| Arbitro: | Martínez |

|                     |           |  |
| Sabadini 28’ (aut.) | Marcatori |  |

| Arbitro: | van Gemert |

|                             |           |  |
| Lanzi 42’ (aut.) Seguin 75’ | Marcatori |  |

### Supercoppa UEFA
| Arbitro: | Scheurer |

|              |           |  |
| Chiarugi 77’ | Marcatori |  |

| Arbitro: | Glöckner |

|                                                                       |           |  |
| Mulder 26’ Keizer 35’ Neeskens 71’ Rep 81’ Mühren 84’ (rig.) Haan 87’ | Marcatori |  |

## Statistiche

### Statistiche di squadra
| Competizione      | Punti | In casa | In casa | In casa | In casa | In casa | In casa | In trasferta | In trasferta | In trasferta | In trasferta | In trasferta | In trasferta | Totale | Totale | Totale | Totale | Totale | Totale | DR |
| Competizione      | Punti | G       | V       | N       | P       | Gf      | Gs      | G            | V            | N            | P            | Gf           | Gs           | G      | V      | N      | P      | Gf     | Gs     | DR |
| ----------------- | ----- | ------- | ------- | ------- | ------- | ------- | ------- | ------------ | ------------ | ------------ | ------------ | ------------ | ------------ | ------ | ------ | ------ | ------ | ------ | ------ | -- |
| Serie A           | 30    | 15      | 7       | 6       | 2       | 19      | 15      | 15           | 4            | 2            | 9            | 15           | 21           | 30     | 11     | 8      | 11     | 34     | 36     | -2 |
| Coppa Italia      | -     | 3       | 1       | 1       | 1       | 3       | 3       | 3            | 1            | 0            | 2            | 5            | 5            | 6      | 2      | 1      | 3      | 8      | 8      | 0  |
| Coppa delle Coppe | -     | 4       | 3       | 1       | 0       | 8       | 1       | 4            | 2            | 1            | 1            | 5            | 3            | 9      | 5      | 2      | 2      | 13     | 6      | +7 |
| Supercoppa UEFA   | -     | 1       | 1       | 0       | 0       | 1       | 0       | 1            | 0            | 0            | 1            | 0            | 6            | 2      | 1      | 0      | 1      | 1      | 6      | -5 |
| Totale            | -     | 23      | 12      | 8       | 3       | 31      | 19      | 23           | 7            | 3            | 13           | 25           | 35           | 47     | 19     | 11     | 17     | 56     | 56     | 0  |

### Statistiche dei giocatori[20][21]
| Giocatore        | Serie A  | Serie A | Serie A     | Serie A    | Coppa Italia | Coppa Italia | Coppa Italia | Coppa Italia | Coppa delle Coppe | Coppa delle Coppe | Coppa delle Coppe | Coppa delle Coppe | Supercoppa UEFA | Supercoppa UEFA | Supercoppa UEFA | Supercoppa UEFA | Totale   | Totale | Totale      | Totale     |
| Giocatore        | Presenze | Reti    | Ammonizioni | Espulsioni | Presenze     | Reti         | Ammonizioni  | Espulsioni   | Presenze          | Reti              | Ammonizioni       | Espulsioni        | Presenze        | Reti            | Ammonizioni     | Espulsioni      | Presenze | Reti   | Ammonizioni | Espulsioni |
| ---------------- | -------- | ------- | ----------- | ---------- | ------------ | ------------ | ------------ | ------------ | ----------------- | ----------------- | ----------------- | ----------------- | --------------- | --------------- | --------------- | --------------- | -------- | ------ | ----------- | ---------- |
| A. Anquilletti   | 29       | 0       | ?           | ?          | 3            | 0            | ?            | ?            | 9                 | 0                 | ?                 | ?                 | 2               | 0               | ?               | ?               | 43       | 0      | ?           | ?          |
| R. Benetti       | 26       | 5       | ?           | 2          | 6            | 1            | ?            | ?            | 8                 | 1                 | ?                 | ?                 | 2               | 0               | ?               | ?               | 42       | 7      | ?           | 2+         |
| F. Bergamaschi   | 18       | 1       | ?           | ?          | 3            | 1            | ?            | ?            | 8                 | 0                 | ?                 | ?                 | 1               | 0               | ?               | ?               | 30       | 2      | ?           | ?          |
| O. Bianchi       | 14       | 2       | ?           | ?          | 5            | 0            | ?            | ?            | 5                 | 0                 | ?                 | ?                 | 0               | 0               | 0               | 0               | 24       | 2      | 0+          | 0+         |
| G. Biasiolo      | 26       | 2       | ?           | ?          | 2            | 0            | ?            | ?            | 5                 | 0                 | ?                 | ?                 | 2               | 0               | ?               | ?               | 35       | 2      | ?           | ?          |
| A. Bigon         | 22       | 1       | ?           | ?          | 2            | 2            | ?            | ?            | 9                 | 7                 | ?                 | ?                 | 0               | 0               | 0               | 0               | 33       | 10     | 0+          | 0+         |
| G. Cafaro        | 0        | -0      | 0           | 0          | 1            | -2           | ?            | ?            | 0                 | -0                | 0                 | 0                 | 0               | -0              | 0               | 0               | 1        | -2     | 0+          | 0+         |
| L. Chiarugi      | 28       | 11      | ?           | 1          | 5            | 1            | ?            | ?            | 7                 | 4                 | ?                 | ?                 | 2               | 1               | ?               | ?               | 42       | 17     | ?           | 1+         |
| W. De Vecchi     | 1        | 0       | ?           | ?          | 0            | 0            | 0            | 0            | 0                 | 0                 | 0                 | 0                 | 0               | 0               | 0               | 0               | 1        | 0      | 0+          | 0+         |
| D. Dolci         | 7        | 0       | ?           | ?          | 3            | 0            | ?            | ?            | 3                 | 0                 | ?                 | ?                 | 1               | 0               | ?               | ?               | 14       | 0      | ?           | ?          |
| F. Fasoli        | 0        | 0       | 0           | 0          | 1            | 0            | ?            | ?            | 0                 | 0                 | 0                 | 0                 | 0               | 0               | 0               | 0               | 1        | 0      | 0+          | 0+         |
| I. Frank         | 0        | 0       | 0           | 0          | 0            | 0            | 0            | 0            | 0                 | 0                 | 0                 | 0                 | 0               | 0               | 0               | 0               | 0        | 0      | 0           | 0          |
| G. Gori          | 0        | 0       | 0           | 0          | 0            | 0            | 0            | 0            | 0                 | 0                 | 0                 | 0                 | 0               | 0               | 0               | 0               | 0        | 0      | 0           | 0          |
| E. Lanzi         | 5        | 0       | ?           | ?          | 4            | 0            | ?            | ?            | 3                 | 0                 | ?                 | ?                 | 0               | 0               | 0               | 0               | 12       | 0      | 0+          | 0+         |
| A. Maldera       | 18       | 1       | ?           | ?          | 4            | 0            | ?            | ?            | 5                 | 0                 | ?                 | ?                 | 2               | 0               | ?               | ?               | 29       | 1      | ?           | ?          |
| P. L. Pizzaballa | 10       | -13     | ?           | ?          | 3            | -3           | ?            | ?            | 3                 | -3                | ?                 | ?                 | 0               | -0              | 0               | 0               | 16       | -19    | 0+          | 0+         |
| G. Rivera        | 26       | 6       | ?           | ?          | 5            | 1            | ?            | ?            | 6                 | 0                 | ?                 | ?                 | 2               | 0               | ?               | ?               | 39       | 7      | ?           | ?          |
| E. Rossi         | 0        | 0       | 0           | 0          | 1            | 0            | ?            | ?            | 0                 | 0                 | 0                 | 0                 | 0               | 0               | 0               | 0               | 1        | 0      | 0+          | 0+         |
| G. Sabadini      | 26       | 3       | ?           | ?          | 5            | 1            | ?            | ?            | 7                 | 0                 | ?                 | ?                 | 2               | 0               | ?               | ?               | 40       | 4      | ?           | ?          |
| K. Schnellinger  | 13       | 0       | ?           | ?          | 3            | 0            | ?            | ?            | 7                 | 0                 | ?                 | ?                 | 2               | 0               | ?               | ?               | 25       | 0      | ?           | ?          |
| R. Sogliano      | 12       | 0       | ?           | ?          | 2            | 0            | ?            | ?            | 0                 | 0                 | 0                 | 0                 | 0               | 0               | 0               | 0               | 14       | 0      | 0+          | 0+         |
| C. Tresoldi      | 11       | 1       | ?           | ?          | 3            | 0            | ?            | ?            | 3                 | 1                 | ?                 | ?                 | 1               | 0               | ?               | ?               | 18       | 2      | ?           | ?          |
| A. Turini        | 5        | 1       | ?           | ?          | 5            | 0            | ?            | ?            | 4                 | 0                 | ?                 | ?                 | 1               | 0               | ?               | ?               | 15       | 1      | ?           | ?          |
| M. Turone        | 19       | 0       | ?           | ?          | 2            | 0            | ?            | ?            | 2                 | 0                 | ?                 | ?                 | 2               | 0               | ?               | ?               | 25       | 0      | ?           | ?          |
| V. Vecchi        | 20       | -23     | ?           | ?          | 2            | -3           | ?            | ?            | 6                 | -3                | ?                 | ?                 | 2               | -6              | ?               | ?               | 30       | -35    | ?           | ?          |
| F. Vincenzi      | 1        | 0       | ?           | ?          | 2            | 0            | ?            | ?            | 0                 | 0                 | 0                 | 0                 | 0               | 0               | 0               | 0               | 3        | 0      | 0+          | 0+         |
| G. Zignoli       | 14       | 0       | ?           | ?          | 4            | 0            | ?            | ?            | 4                 | 0                 | ?                 | ?                 | 0               | 0               | 0               | 0               | 22       | 0      | 0+          | 0+         |